# Without Me
Without Me (englisch für „Ohne mich“) ist ein Lied des US-amerikanischen Rappers Eminem. Der Song ist die erste Singleauskopplung seines vierten Studioalbums The Eminem Show und wurde am 21. Mai 2002 veröffentlicht. Außerdem ist das Lied auf Eminems Best-of-Album Curtain Call: The Hits enthalten. Die Single war weltweit äußerst erfolgreich.

## Inhalt
Der Song ist eine typische erste Single Eminems, die viel Ironie enthält, ihn als Retter der Musikindustrie darstellt und etliche seiner Kritiker verspottet. Er teilt aus gegen Lynne Cheney, die Frau des ehemaligen Vizepräsidenten der USA Dick Cheney, dabei spielt er auf die Herzprobleme ihres Mannes an. Auch die FCC und der Musiksender MTV bekommen einen Hieb ab. Dieser hatte Eminem zunächst die Treue gehalten, dann aber, als die Kritik gegen Eminems Texte immer lauter wurde, seine Songs doch nicht mehr gespielt. Am Ende der ersten Strophe schreit er seiner Mutter, die ihn kurz zuvor verklagt hatte, ein „Fuck you Debbie!“ („Fick dich, Debbie!“) hinterher. Eminem vergleicht sich mit Elvis Presley als weißem Mann, dem es gelingt, eine überwiegend afro-amerikanische Kunstform kommerziell zu dominieren. Weitere Personen und Gruppen wie Chris Kirkpatrick, Limp Bizkit und Moby werden in diesem Lied verspottet. Der Inhalt des Refrains ist, dass ohne Eminem die Musikszene langweilig und einsam wäre, da sonst keiner für Kontroversen, Trubel und Skandale sorge.

## Produktion und Samples
Eminem produzierte Without Me in Zusammenarbeit mit Jeff Bass, der als Co-Produzent fungierte, selbst. Die zusätzliche Produktion übernahm DJ Head. Der Song wurde in Eminems Haus und im 54Sound-Studio aufgenommen.
Im Lied sind Elemente von drei Tracks anderer Künstler enthalten. Ein Sample stammt von Buffalo Gals von Malcolm McLaren. Außerdem tauchen Teile von Its Gonna Be Such A Beautiful Day von The Moments und Rap Name von Obie Trice auf.

## Musikvideo
Bei dem zu Without Me gedrehten Video führte Joseph Kahn Regie.

### Inhalt
Eminem und Dr. Dre parodieren verschiedene Comic-Figuren, wie Batman, Robin und Blade und befinden sich die ganze Zeit auf der Jagd nach einem Kind, das eine Eminem-Show-CD mit einem Parental-Advisory-Sticker gekauft hat, die es nicht hören darf. Am Ende des Videos nimmt Eminem ihm die CD weg. Ansonsten enthält das Musikvideo eine Reihe von Szenarien, die auf dem Inhalt des Textes aufbauen. Am Anfang sind Pornostar Jenna Jameson und Fitness-Model Kiana Tom neben Eminem im Bett zu sehen. Ein Doppelgänger von Dick Cheney wird per Elektroschock hingerichtet. Im Verlauf des Videos schlüpft Eminem in verschiedene Kostüme. So verkleidet er sich als seine Mutter Debbie Mathers, Moby und Elvis Presley, bevor er am Ende des Videos neben seinen D12-Kollegen als Osama bin Laden tanzt. Außerdem treten Obie Trice und Xzibit im Musikvideo auf.

### Auszeichnungen
Das Video gewann bei den Grammy Awards 2003 die Auszeichnung als bestes Musik-Kurzvideo. Außerdem erhielt es bei den MTV Video Music Awards 2002 die Preise in den Kategorien Video of the Year, Best Male Video, Best Rap Video und Best Direction in a Video.

## Single

### Covergestaltung
Das Singlecover ist an die Illustration des Albums angelehnt. Im Hintergrund befindet sich ein roter Bühnenvorhang. Eminem ist im linken Teil des Bildes, bekleidet mit einem weißen T-Shirt, zu sehen. Der weiße Schriftzug Eminem steht am oberen Bildrand. Rechts darunter steht, wesentlich kleiner, Without Me in orangefarbenen Buchstaben.

### Chartplatzierungen
Without Me stieg am 3. Juni 2002 auf Platz 3 in die deutschen Charts ein und blieb in der nächsten Woche auf selbigem, bevor es auf Position 1 stieg und sich anschließend neun Wochen an der Spitze halten konnte. Anschließend belegte es die Plätze 2; 3; 3 und 6. Insgesamt platzierte sich der Song 44 Wochen in den Top 100, davon 17 Wochen in den Top 10.
| ChartsChartplatzierungen       | Höchstplatzierung | Wochen |
| ------------------------------ | ----------------- | ------ |
| Deutschland (GfK)              | 1 (44 Wo.)        | 44     |
| Österreich (Ö3)                | 1 (72 Wo.)        | 72     |
| Schweiz (IFPI)                 | 1 (104 Wo.)       | 104    |
| Vereinigte Staaten (Billboard) | 2 (20 Wo.)        | 20     |
| Vereinigtes Königreich (OCC)   | 1 (25 Wo.)        | 25     |

| ChartsJahrescharts (2002)      | Platzierung |
| ------------------------------ | ----------- |
| Deutschland (GfK)              | 4           |
| Österreich (Ö3)                | 3           |
| Schweiz (IFPI)                 | 3           |
| Vereinigte Staaten (Billboard) | 21          |
| Vereinigtes Königreich (OCC)   | 10          |

| ChartsJahrescharts (2022) | Platzierung |
| ------------------------- | ----------- |
| Schweiz (IFPI)            | 89          |

| ChartsJahrescharts (2023) | Platzierung |
| ------------------------- | ----------- |
| Schweiz (IFPI)            | 78          |

### Auszeichnungen für Musikverkäufe
Without Me verkaufte sich in Deutschland über 500.000 Mal wofür die Single 2018 eine Platin-Schallplatte erhielt. Im Jahr 2022 wurde das Lied für mehr als sieben Millionen Verkäufe in den Vereinigten Staaten mit einer siebenfachen Platin-Schallplatte ausgezeichnet. Die weltweiten Auszeichnungen belaufen sich auf über 13 Millionen verkaufte Einheiten.

| Land/Region                  | Auszeichnungen für Musikverkäufe (Land/Region, Auszeichnung, Verkäufe) | Verkäufe   |
| ---------------------------- | ---------------------------------------------------------------------- | ---------- |
| Australien (ARIA)            | 17× Platin                                                             | 1.190.000  |
| Belgien (BRMA)               | Platin                                                                 | 40.000     |
| Brasilien (PMB)              | Platin                                                                 | 60.000     |
| Dänemark (IFPI)              | 2× Platin                                                              | 180.000    |
| Deutschland (BVMI)           | Platin                                                                 | 500.000    |
| Finnland (IFPI)              | —                                                                      | 4.874      |
| Frankreich (SNEP)            | Gold                                                                   | 250.000    |
| Griechenland (IFPI)          | 2× Platin                                                              | 40.000     |
| Italien (FIMI)               | 3× Platin                                                              | 300.000    |
| Japan (RIAJ)                 | Gold                                                                   | 100.000    |
| Neuseeland (RMNZ)            | 7× Platin                                                              | 210.000    |
| Norwegen (IFPI)              | 2× Platin                                                              | 20.000     |
| Österreich (IFPI)            | 4× Platin                                                              | 160.000    |
| Portugal (AFP)               | 4× Platin                                                              | 40.000     |
| Schweden (IFPI)              | Platin                                                                 | 20.000     |
| Schweiz (IFPI)               | Platin                                                                 | 40.000     |
| Spanien (Promusicae)         | 2× Platin                                                              | 120.000    |
| Vereinigte Staaten (RIAA)    | 7× Platin                                                              | 7.000.000  |
| Vereinigtes Königreich (BPI) | 5× Platin                                                              | 3.000.000  |
| Insgesamt                    | 2× Gold · 60× Platin ·                                                 | 13.274.874 |

Hauptartikel: Eminem/Auszeichnungen für Musikverkäufe
Bei den Grammy Awards 2003 wurde Without Me in den Kategorien Record of the Year und Best Rap Solo Performance nominiert, unterlag jedoch Don’t Know Why von Norah Jones bzw. Hot in Herre von Nelly.